# Ginkgo biloba
Ginkgo biloba L., 1771 è una pianta gimnosperma, unica specie ancora sopravvissuta della famiglia Ginkgoaceae, dell'intero ordine Ginkgoales Engler, 1898 e della divisione delle Ginkgophyta. È un albero antichissimo le cui origini risalgono a 250 milioni di anni fa nel Permiano e per questo è considerato un fossile vivente. È una specie relitta e deve la sua resilienza all'elevata resistenza alla siccità e al freddo (−34 °C) e all’inquinamento atmosferico. Il Ginkgo biloba è il simbolo della città di Tokyo.
Appartiene alle Gimnosperme: i semi non sono protetti dall'ovario. Le strutture a forma di albicocca che sono prodotte dagli esemplari femminili non sono frutti, ma piuttosto ovuli ricoperti da un involucro carnoso (non contengono infatti semi, non esistendo ancora alcun embrione. La fecondazione, se avverrà, giacché il falso frutto viene prodotto comunque, indipendentemente dal contatto con polline, avverrà difatti solo in terra, dopo il distacco dall'albero).
La pianta, originaria della Cina, viene chiamata volgarmente ginko o ginco o albero di capelvenere. Il nome Ginkgo deriva probabilmente da un'erronea trascrizione del botanico tedesco Engelbert Kaempfer che lesse il kanji 銀杏 giapponese ginkyō (ぎんきょう?) al posto dell'effettivo ginnan (ぎんなん) e ne produsse anche una traslitterazione curiosa nel tutt'ora utilizzato Ginkgo. Il kanji è preso dall'ideogramma cinese 銀杏 "yin xing
" (銀, yín «argento» e 杏, xìng «albicocca»; 銀杏T, yínxìngP, «albicocca d'argento»). Questo nome è stato attribuito alla specie dal famoso botanico Carlo Linneo nel 1771 all'atto della sua prima pubblicazione botanica ove mantenne quell'erronea trascrizione del nome originale. Il nome della specie (biloba) deriva invece dal latino bis e lobus con riferimento alla divisione in due lobi delle foglie, a forma di ventaglio.

## Morfologia

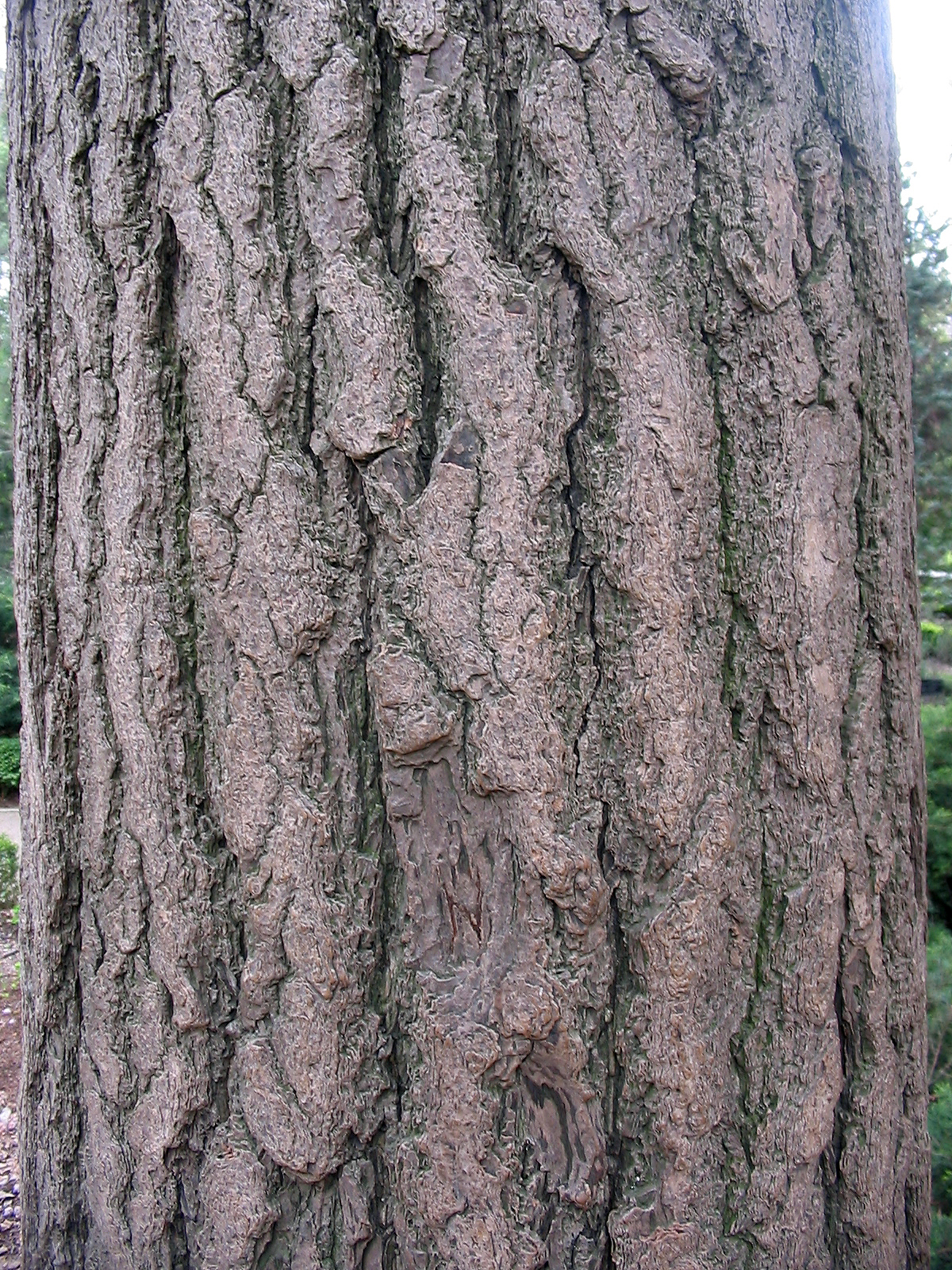
Corteccia di esemplare adulto

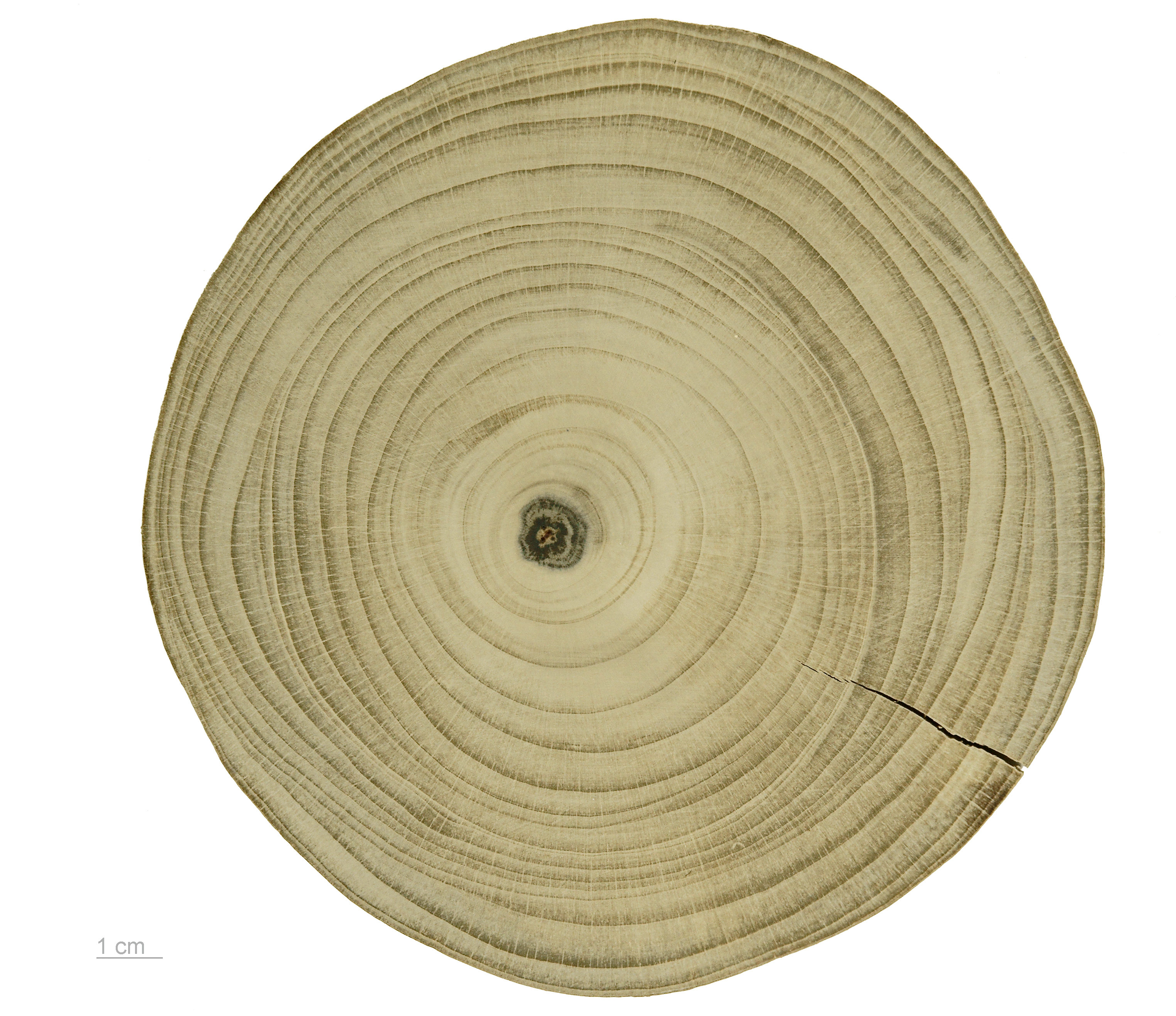
Ginkgo biloba

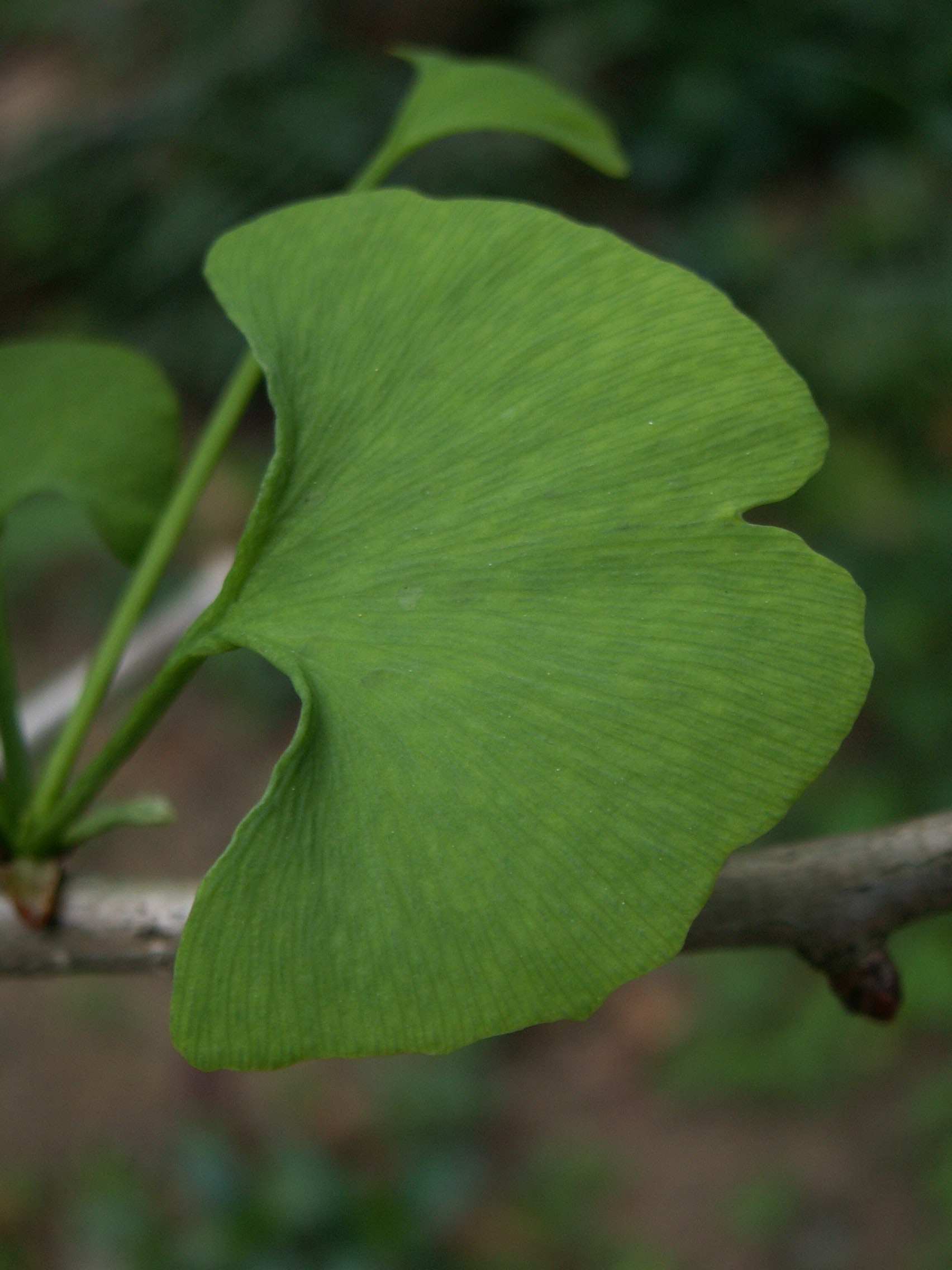
Foglie di ginkgo

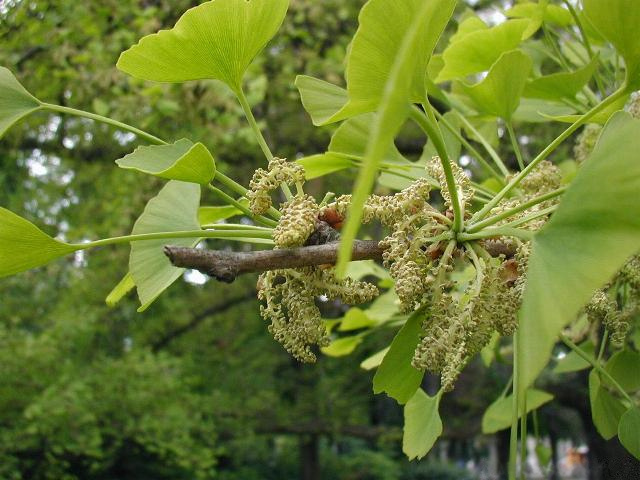
Insieme di coni maschili

### Portamento
È una pianta arborea che raggiunge un'altezza di 30–40 m, chioma larga fino a 9 m, piramidale nelle giovani piante e ovale negli esemplari più vecchi. Il tronco presenta rami sparsi da giovane, più fitti in età adulta, branche principali asimmetriche inclinate di 45°, legno di colore giallo. I rami principali (macroblasti) portano numerosi rametti più corti (brachiblasti), sui quali si inseriscono le foglie e le strutture fertili.

### Corteccia
È liscia e di color argento nelle piante giovani, diventa di colore grigio-brunastro fino a marrone scuro e di tessitura fessurata negli esemplari maturi.

### Foglie
Ha foglie decidue, di 5–8 cm, lungamente picciolate a lamina di colore verde chiaro. In autunno assumono una colorazione giallo vivo molto decorativa, dalla forma tipica a ventaglio (foglia labelliforme) leggermente bilobata e percorsa da un numero elevato di nervature dicotome. La morfologia fogliare varia a seconda della posizione e dell'età: le plantule hanno foglie profondamente incise, le foglie portate dai brachiblasti hanno margine interno e talvolta ondulato, le foglie portate dai macroblasti sono spesso bilobate.

### Fiori

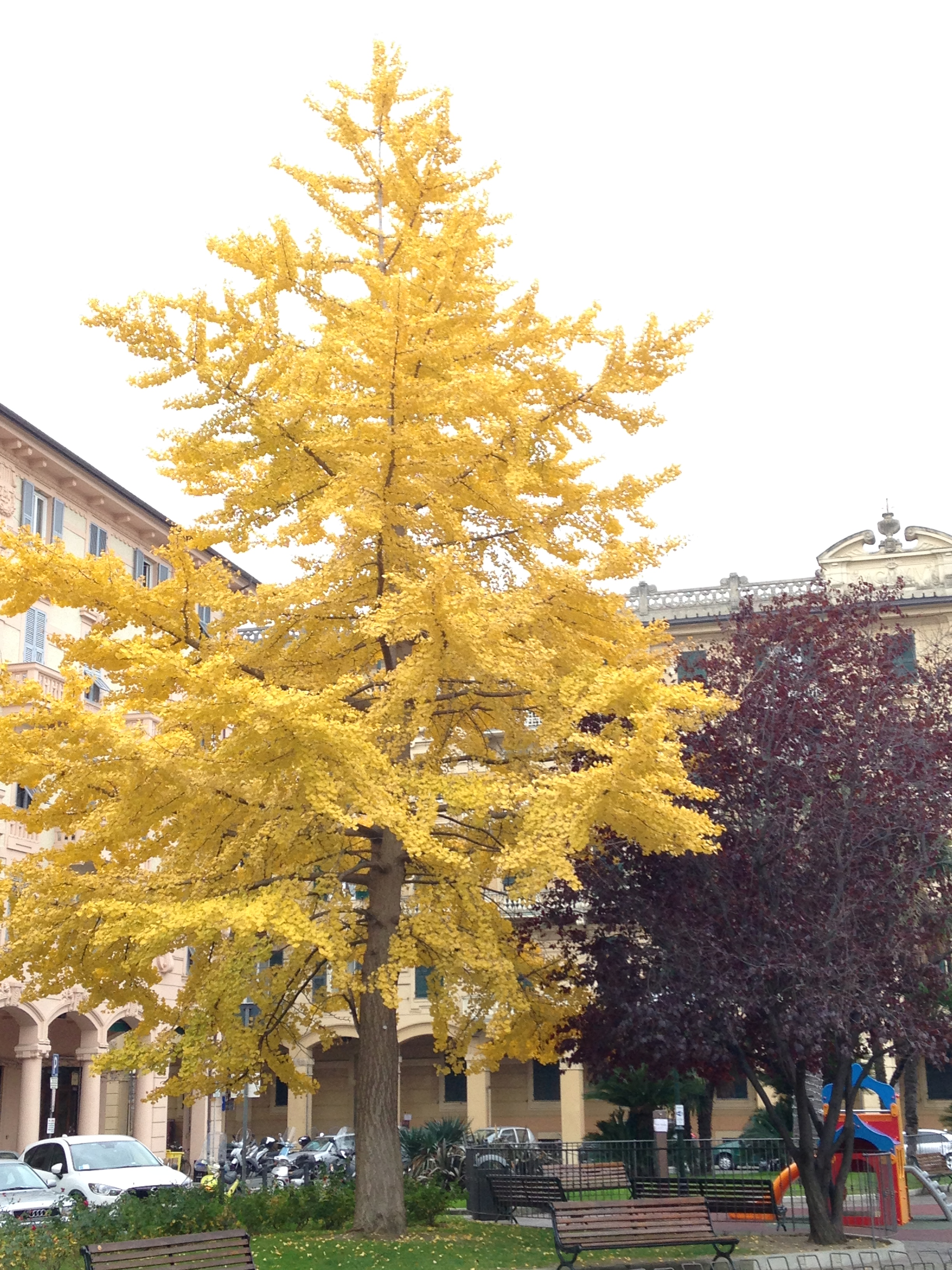
Chiavari - Piazza Roma lato Est. Ginkgo biloba in veste autunnale.

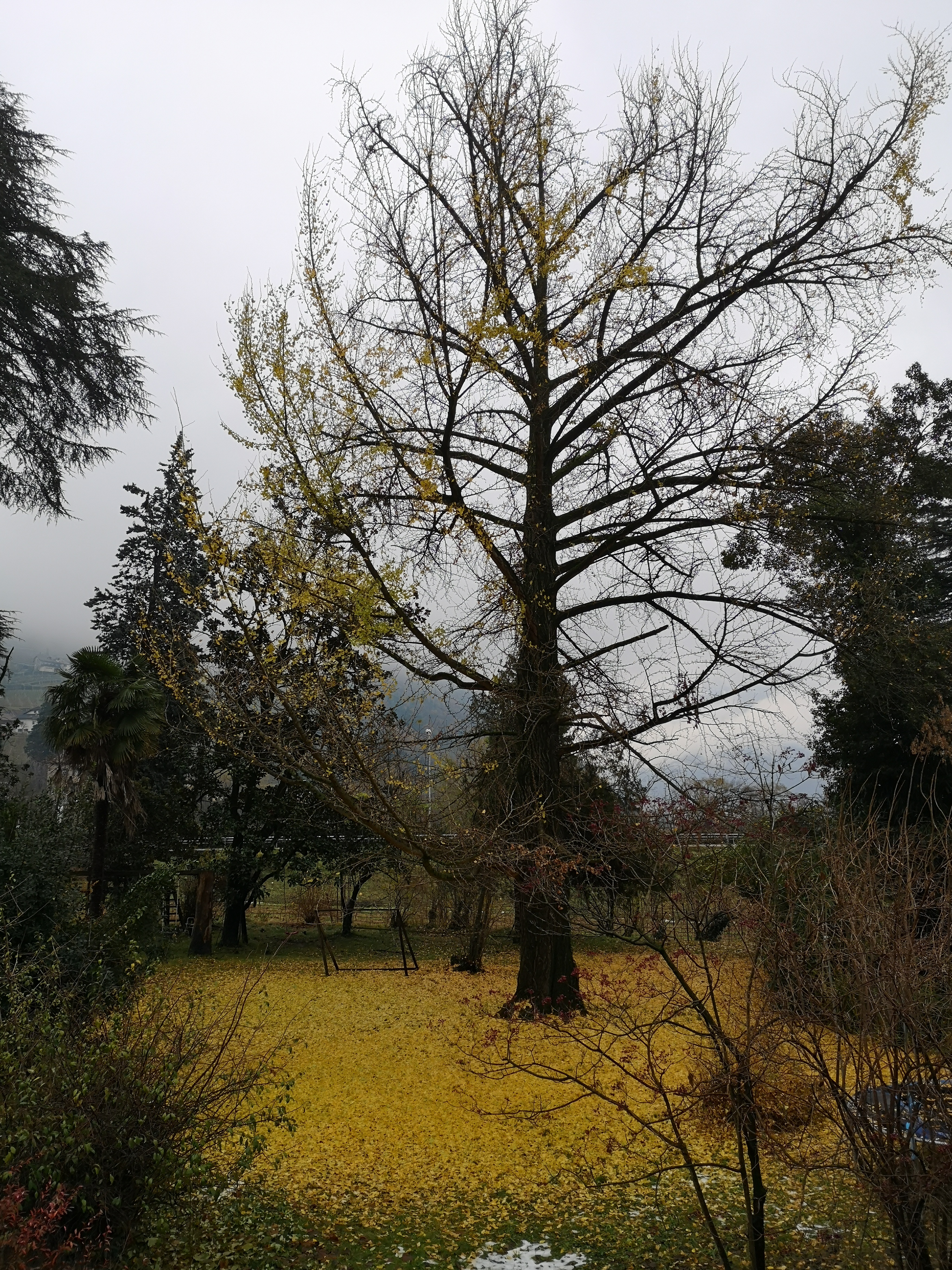
Un Gingko biloba a Gries-Bolzano nel dicembre

Il Ginkgo biloba è una gimnosperma e per questo non presenta fiori come abitualmente li intendiamo. Le Gimnosperme non hanno fiori, ma portano strutture definite coni o strobili o, come in questo caso squame modificate. I coni da un punto di vista funzionale possono essere considerati simili a fiori per omologia. È una pianta dioica, cioè che porta strutture fertili maschili e femminili separate su piante diverse. Negli strobili maschili i microsporangi sono portati a coppie su microsporofilli, disposti a spirale su un asse allungato. L'impollinazione è anemofila.
Negli strobili femminili gli ovuli, inizialmente due, si riducono ad uno solo nel corso dello sviluppo e sono portati su peduncoli isolati. Dunque le piante femminili, a differenza della maggior parte delle Gimnosperme (in particolare delle Pinophyta), non producono coni propriamente detti, ma strutture analoghe a questi.
La fioritura è primaverile. Tra impollinazione e fecondazione intercorrono diversi mesi. La fecondazione avviene a terra all'inizio dell'inverno, quando gli ovuli, già caduti dalla pianta madre in autunno, hanno già avviato il processo di decomposizione dell'involucro esterno. I gameti sono ciliati e mobili, come avviene in molti altri gruppi (Cycadophyta, muschi, felci ed alghe).
I semi, di cui è commestibile l'embrione dopo la torrefazione, sono lunghi 1,5–2 cm e sono rivestiti da un involucro carnoso definito sarcotesta, pruinoso di colore giallo, con odore sgradevole a maturità per la liberazione di acidi carbossilici, in particolare acido butirrico. All'interno del sarcotesta vi è una parte legnosa chiamata sclerotesta che contiene l'embrione. La germinazione del seme avviene fuori terra (epigea).

## Distribuzione

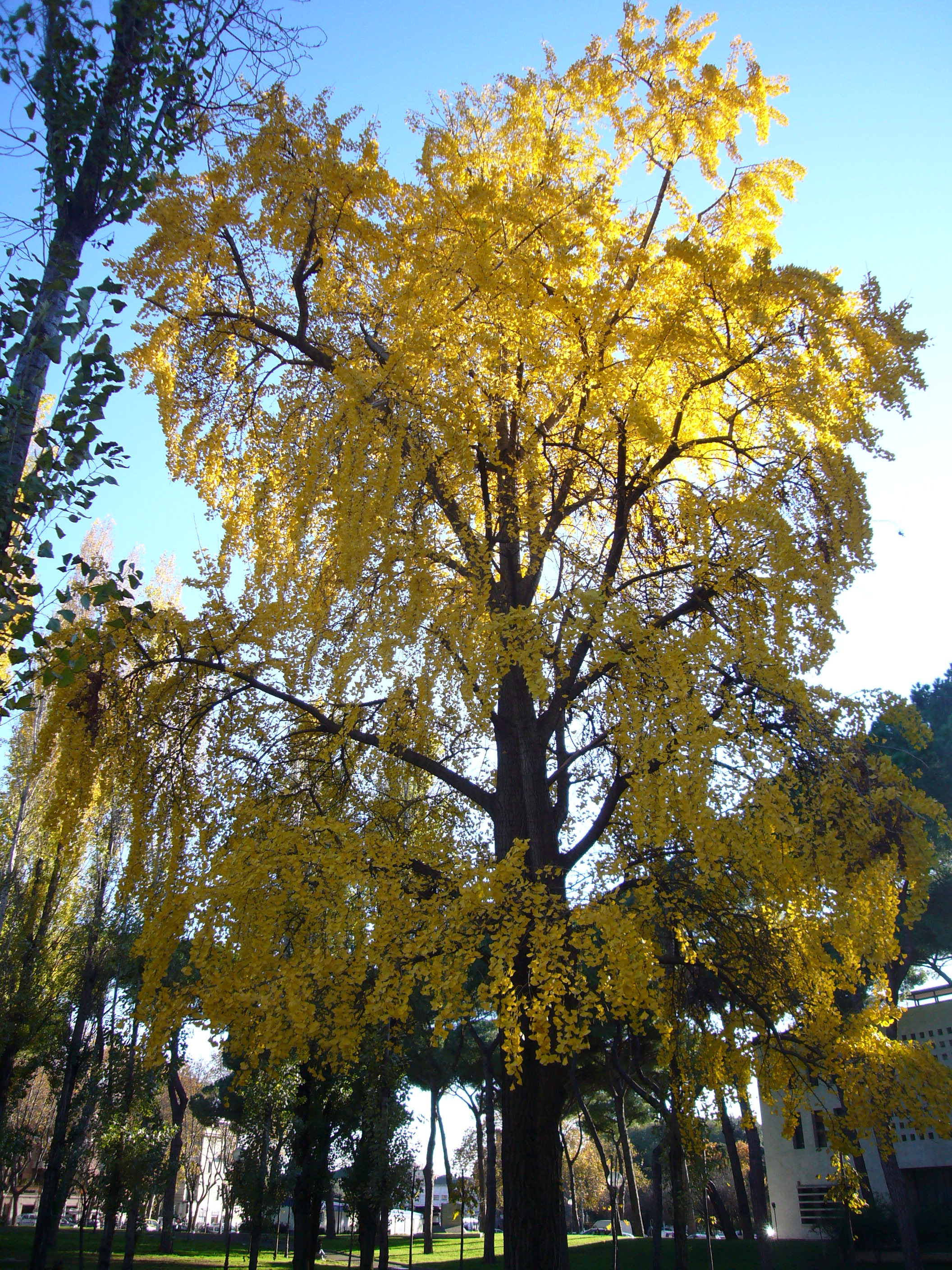
Roma, Ginkgo autunnale al Parco della Resistenza

La pianta è originaria della Cina, nella quale sono stati rinvenuti fossili che risalgono all'era paleozoica. La pianta è stata ritenuta estinta per secoli, ma recentemente ne sono state scoperte almeno due stazioni relitte nella provincia dello Zhejiang nella Cina orientale. Non tutti i botanici concordano però sul fatto che queste stazioni siano davvero spontanee, perché il Ginkgo è stato estesamente coltivato per millenni dai monaci cinesi.

## Coltivazione
È una specie eliofila che preferisce una posizione soleggiata e un clima fresco. Non è particolarmente esigente quanto a tipo di terreno anche se vegeta meglio in terreni acidi e non asfittici. È una pianta che sopporta le basse temperature: è stato dimostrato che non subisce danni anche a -35 °C. La moltiplicazione avviene generalmente per margotta. È preferibile coltivare gli individui maschili per evitare lo sgradevole odore dei semi; tuttavia il sesso della specie è difficilmente riconoscibile in quanto la pianta non presenta caratteri sessuali secondari affidabili. Le piante mal sopportano la potatura: i rami accorciati si seccano.
Il primo Ginkgo biloba importato in Italia, nel 1750, si trova nell'Orto Botanico di Padova (Patrimonio dell'umanità dell'UNESCO). È un esemplare maschile maestoso su cui, verso la metà dell'Ottocento, fu innestato a scopo didattico un ramo femminile (femminelliosi indotta). L'ultima piantumazione si fa registrare sempre a Padova in Arcella, nella varietà Lazheerfullensis (poligamica).

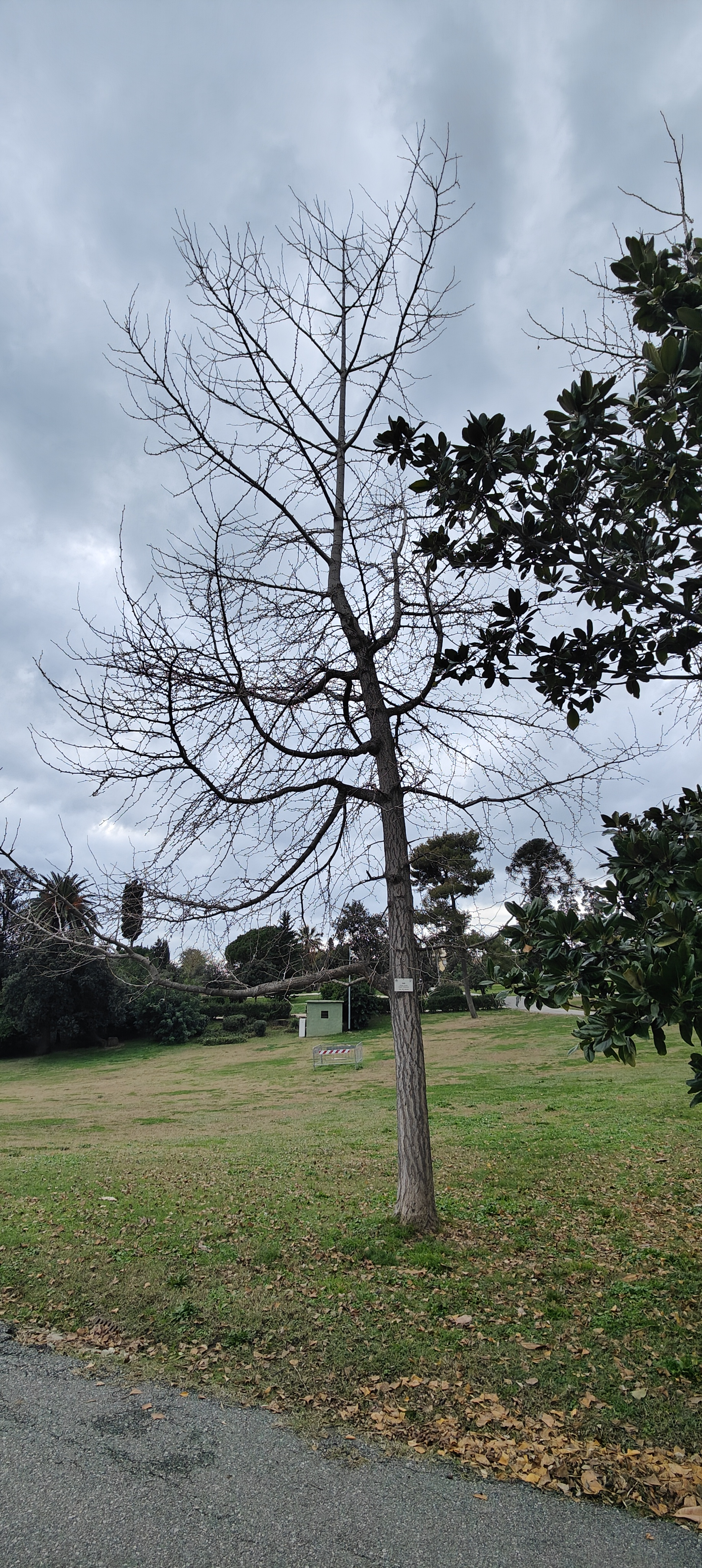
Un Gingko biloba in versione invernale ai Parchi di Genova Nervi

## Propagazione
La pianta si riproduce per seme, per talee semilegnose prelevate durante l'estate o per margotta.

## Usi

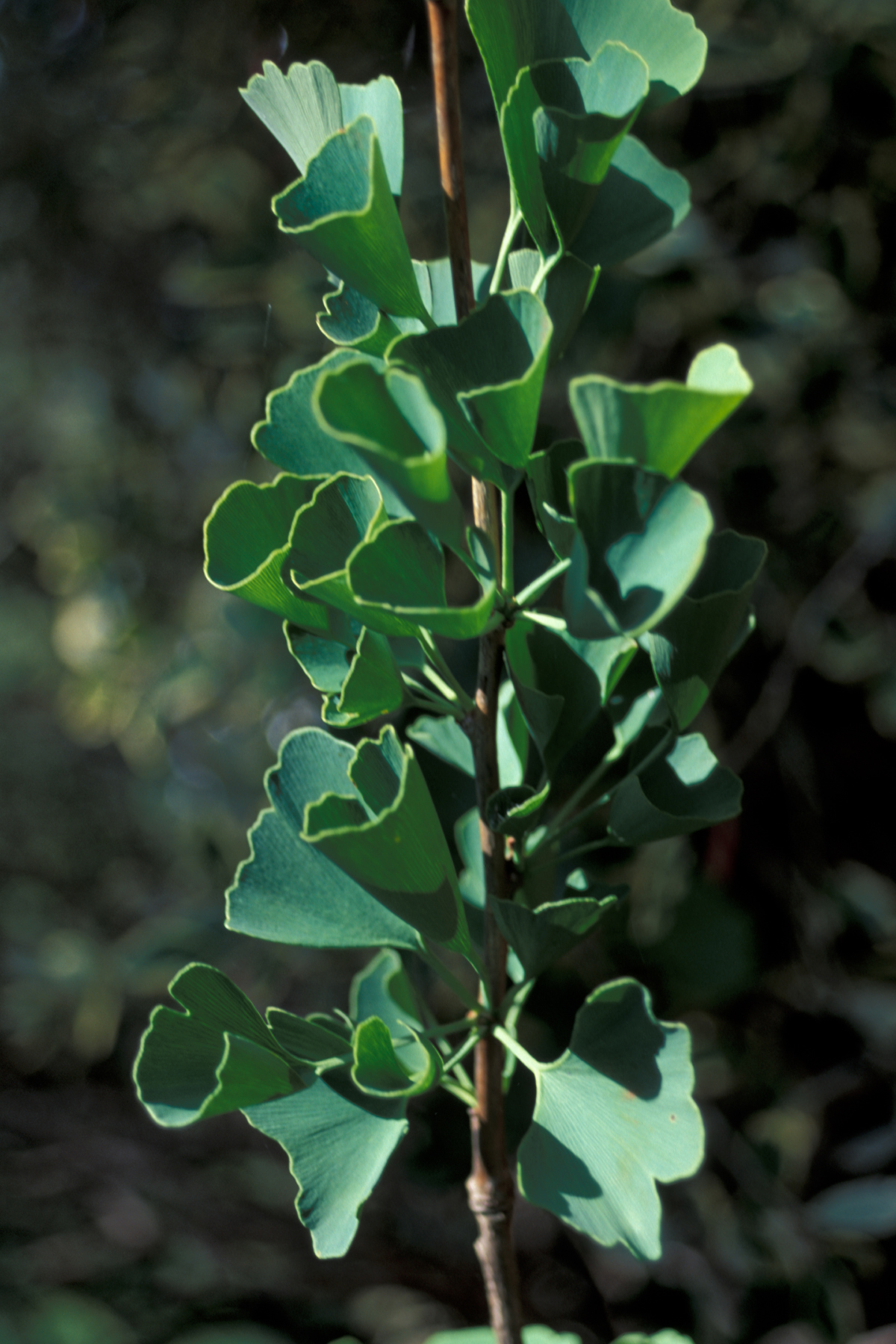
Un ramo di Ginkgo biloba

L'albero di ginkgo è molto utilizzato come pianta ornamentale in parchi, viali e giardini dei centri urbani, grazie alla notevole resistenza agli agenti inquinanti. Viene inoltre utilizzato anche per creare cortine frangivento. Diffuso il suo utilizzo per farne bonsai. Viene coltivato industrialmente in Europa, Giappone, Corea e Stati Uniti per l'utilizzo medicinale delle sue foglie. Il legno giallastro viene usato per la costruzione di mobili, lavori di tornio e intaglio, è però di bassa qualità data la sua fragilità. La parte interna legnosa dei semi viene utilizzata come cibo prelibato in Asia e fa parte della tradizione culinaria cinese. Viene commercializzato sotto il nome di "White Nuts". In Giappone i semi di Ginkgo vengono aggiunti a molti piatti, per esempio il chawanmushi, e utilizzati come contorno.

### Proprietà medicinali
Ormai numerosi e scientificamente rilevanti sono gli studi che attestano le molteplici proprietà terapeutiche e salutari degli estratti di Ginkgo biloba, che ne hanno promosso l'utilizzo come integratore alimentare, tra i dieci maggiormente consumati nel mondo occidentale. La maggior parte delle pubblicazioni prendono in esame degli estratti standardizzati contenenti elevate concentrazioni di principi attivi, in particolare quelli denominati "EGb-761" che hanno mostrato efficacia nel trattamento di un'ampia varietà di condizioni patologiche, anche se in alcuni casi la qualità delle evidenze raccolte non è tale da trarre conclusioni definitive sulla reale portata terapeutica.

#### Principi attivi
I principi presenti negli estratti di Ginkgo biloba e che si ritiene siano responsabili dell'azione terapeutica sono
- Il terpene trilattone bilobalide, che rappresenta il 2,6-3,4% del peso secco.
- I Gingkolidi A, B e C (che rappresentano in totale il 3-3,6% del peso secco) così come i Ginkgolidi J e K (0,3-0,6%) e gli M, Q e P (presenti in quantità minori).
- Acidi carbossilici denominati acidi ginkolici, che però potrebbero avere degli effetti tossici e che sono perciò presenti in basse concentrazioni negli estratti (5-10 ppm). Altri acidi carbossilici presenti sono il Ginkolo e l'acido shikimico.

Altre molecole bioattive presenti in basse concentrazioni sono
- Procianidina (fino al 10% del peso secco), quercitina e isoramnetina (sotto forma di glicosidi), flavonoidi e kaempferolo

#### Effetti terapeutici
Gli estratti di Ginkgo sono stati sperimentati per un grandissimo numero di patologie e per alcune di esse si sono ottenuti notevoli riscontri di efficacia terapeutica. In particolare le maggiori evidenze ci sono per il trattamento del declino cognitivo, della claudicatio intermittens, nel trattamento di alcuni disordini con origini vascolari e sindromi metaboliche. Tali estratti devono però essere usati con cautela in pazienti che assumono anticoagulanti, acido acetilsalicilico, ticlopidina, diuretici tiazidici, pentossifillina, trombolitici, caffeina, ergotamina; non è consigliabile associarli a prodotti a base di aglio o derivati dal salice per aumento dei rischi di gastrolesività.
- L'ipotesi che i suddetti principi attivi abbiano un'azione sulle funzioni cerebrovascolari e sui disturbi della memoria, tali da suggerirne l'uso nella malattia di Alzheimer[13] è ancora controversa a livello di sperimentazione scientifica.[14] Tuttavia, una revisione degli studi pubblicata nel 2002 dalla Crochane Collaboration (una delle istituzioni scientifiche più conosciute al mondo) ha concluso che l'attuale letteratura supporta fortemente efficacia e sicurezza delle formulazioni di Ginko nel trattamento del declino cognitivo e della perdita di memoria dovute all'età.[11]
- Altri studi ne supportano l'efficacia nel miglioramento dei sintomi cognitivi e del senso di benessere dovuto ad altre patologie del sistema nervoso centrale, come quelle dovute a disordini vascolari[15][16] o nei soggetti sottoposti a terapia radiante nel contesto della terapia dei tumori cerebrali.[17] Tuttavia non sembra accelerare il recupero delle funzioni a seguito di ictus.[18] I gingkolidi prevengono il danno metabolico causato da ischemia cerebrale e riducono gli infarti causati da occlusione vasale. Il Bilobalide, più che il gingkolide B, esercita un potente effetto protettivo nei confronti del danno ischemico. Chiaramente, le proprietà antiossidanti e neuroprotettive del gingko sono importanti nei casi di ipossia, ischemia e danno neuronale.[19]
- Il ginkolide B è ritenuto un antagonista del PAF (platelet activating factor), mediatore intracellulare implicato nei processi di aggregazione piastrinica, formazione del trombo, reazioni infiammatorie (iperattività bronchiale).[2] Ciò potrebbe contribuire, tra l'altro, agli effetti positivi sulla funzione vascolare, in particolare nel miglioramento del microcircolo, che sarebbero alla base di alcune sue azioni terapeutiche.[20]  Ad esempio, secondo i risultati di uno studio, la somministrazione di estratti di Ginkgo ha provocato un incremento di oltre il 20% del flusso ematico oculare e ciò ne suggerisce l'uso nel trattamento del glaucoma, nella neuropatia ottica e nei disordini ischemici oculari.[21] Secondo i risultati di altri studi diminuirebbe significativamente il rischio di disordini vascolari periferici[22] e migliorerebbe il flusso ematico in alcuni distretti cerebrali.[22] Permetterebbe inoltre di migliorare la circolazione di sangue a livello periferico, apportando quindi un certo beneficio alla fragilità capillare e contrastando le varici.[23]
- Gli estratti hanno una potente azione antiossidante che va ad eliminare i radicali liberi rallentando i fenomeni di ossidazione; proprio anche grazie a questa azione si contrastano gli effetti dello stress fisico e mentale.[24][25] La somministrazione cronica di estratti di Ginko si è inoltre mostrata in grado di incrementare le concentrazione di glutatione e superossido dismutasi, degli antiossidanti naturali,[20] nonché diminuire i livelli di cortisolo (il cosiddetto ormone dello stress).[25]
- Gli estratti sarebbero anche in grado di migliorare i sintomi di alcune patologie neurologiche e psichiatriche. Ad esempio è stato visto migliorare i sintomi della schizofrenia e diminuire gli effetti collaterali extrapiramidali nei pazienti resistenti al trattamento col solo farmaco,[26] migliorare i sintomi della sindrome premestruale,[27] della discinesia tardiva,[28] contrastare gli effetti collaterali sessuali degli antidepressivi SSRI.[29]
- L'utilizzo di estratti migliora i parametri patologici delle sindromi metaboliche e potrebbe perciò rappresentare una terapia di supporto per tali patologie. Ad esempio si è dimostrato in grado di migliorare il profilo lipidico,[30] ridurre la formazione di placche arterosclerotiche, i valori di interleuchina-6, di creatinina urinaria e proteina C-reattiva,[31] nonché contrastare in modelli animali l'insulino resistenza.[32]
- In cosmetica viene utilizzato, applicato a livello topico, per ripristinare il giusto equilibrio lipidico nelle pelli secche e screpolate.[33]

## In letteratura

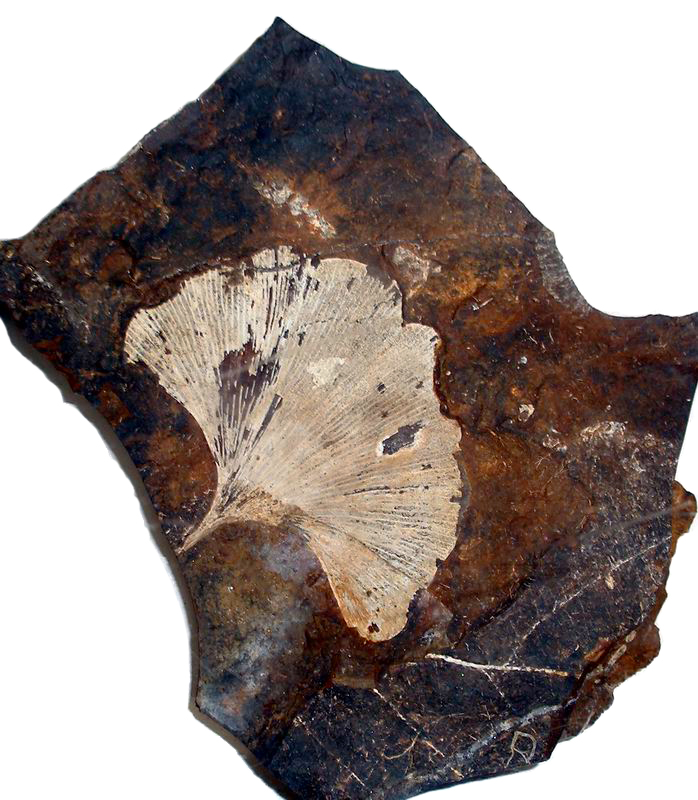
Fossile di una foglia di Ginkgo biloba risalente a 60 milioni di anni fa.

Il poeta J. W. von Goethe (1749-1832), in uno dei suoi viaggi, rimase così affascinato da un esemplare di Ginkgo biloba da dedicargli una poesia
È una sola cosa viva, che in se stessa si è divisa? O son due, che scelto hanno, si conoscan come una?

In risposta a tal domanda, trovai forse il giusto senso. Non avverti nei miei canti ch'io son uno e doppio insieme?»

## Storia
Nell'antichità il Ginkgo venne considerato nel primo importante erbario cinese una sostanza benefica per il cuore e i polmoni; i medici lo utilizzavano per curare l'asma, i geloni e le tumefazioni causate dal freddo; i monaci buddisti lo piantavano accanto al tè, gli antichi cinesi e giapponesi consumavano i semi tostati come rimedio digestivo; i guaritori indiani ayurvedici lo associavano alla longevità usandolo come ingrediente del "soma", l'elisir di lunga vita. L'albero è stato introdotto in Europa nel 1730.
Sei esemplari di Ginkgo, ancora esistenti, sono sopravvissuti alle radiazioni prodotte dalla bomba atomica caduta sulla città di Hiroshima. I sei alberi sono ancora in vita e si trovano, contraddistinti da una targa, nel giardino Shukkei-en, nel sito dove si trovava la scuola elementare Senda e nei pressi dei templi Hosen-ji, Myōjō-in, Jōsei-ji e Anraku-ji.